# 萨克西布尔东 (涅夫勒省)
萨克西布尔东（法語：Saxi-Bourdon）是法国涅夫勒省的一个市镇，属于讷韦尔区（Nevers）圣索尔格县（Saint-Saulge）。该市镇总面积18.44平方公里，2009年时的人口为296人。

## 人口
萨克西布尔东人口变化图示